# Agi Prandhoff
Agi Prandhoff (* 7. September 1921 in Opava, Tschechoslowakei; † 18. August 2018; eigentlich Agnes Prandhoff, verheiratete Haensel) war eine deutsche Schauspielerin und Synchronsprecherin.

## Leben
Agi Prandhoff war vor allem für ihre Auftritte in West-Berliner Theatern bekannt, darunter am Renaissance-Theater, Theater des Westens und Hansa-Theater. Sie spielte aber auch am Staatstheater Stuttgart, am Kleinen Theater im Zoo (später Fritz-Rémond-Theater) in Frankfurt am Main und am Wiener Akademietheater.
Im Film war sie nur selten zu sehen und wenn, in Nebenrollen, so in Siebenmal in der Woche (1957), Rivalen der Manege (1958) und in Tausend Sterne leuchten (1959). Ihren letzten Kinoauftritt hatte sie in Loriots Ödipussi (1988) als eines der Mitglieder der Scrabblerunde.
Als Sprecherin im Rundfunk arbeitete sie für den Sender Freies Berlin (SFB), den RIAS in West-Berlin und beim Südwestfunk in Baden-Baden. Häufig war sie an Hörspielen von Johannes Hendrich beteiligt. Außerdem trat sie in einer Reihe von Fernsehfilmen und -serien auf, darunter Ein Mann will nach oben, Ein Heim für Tiere und Praxis Bülowbogen.
Seit 1954 war Agi Prandhoff zudem in der Synchronisation tätig. So sprach sie für Grace Kelly in Mogambo und Grünes Feuer, für Celeste Holm (Die zarte Falle und Die oberen Zehntausend), Susan Hayward (Endstation Paris, Das Tal der Puppen), Lucille Ball (Villa mit 100 PS) oder Ava Gardner (Die kleine Hütte). Mehrfach lieh sie auch Elsa Martinelli ihre Stimme, so in Wem die Sterne leuchten, Es begann in Rom und Hatari!. Eine besondere Beziehung hatte sie zu ihrer britischen Kollegin Kay Kendall und sprach für sie unter anderem in Was weiß Mama von der Liebe? und in Noch einmal mit Gefühl.
Weitere Synchronrollen waren Carolyn Jones in Mein Leben ist der Rhythmus, Maureen O’Hara in Die Vermählung ihrer Eltern geben bekannt, Olivia de Havilland in Roots – Die nächsten Generationen und Beverly Garland in der Serie Agentin mit Herz. Zu ihren Synchronarbeiten jüngeren Datums zählten Elizabeth Hoffman in Dante’s Peak (1997), Anne Haney in Auf die stürmische Art und Eve Brent in The Green Mile (beide 1999).
Darüber hinaus lieh sie auch Zeichentrickfiguren ihre Stimme, darunter „Lady Rowena“ in Grisu, der kleine Drache und „Frau Warzenschwein“ in Kimba, der weiße Löwe.
Agi Prandhoff war bis zu dessen Tod 1969 mit dem Bühnenverleger Peter Haensel (Felix Bloch Erben, Berlin) verheiratet. Ihr Sohn Michael Haensel (1943–2017) war ein Bühnenregisseur.

## Filmografie (Auswahl)
- 1954: Nicht zuhören, meine Damen! (Fernsehfilm)
- 1957: Siebenmal in der Woche
- 1958: Rivalen der Manege
- 1959: Tausend Sterne leuchten
- 1963: Der Fall Rohrbach
- 1963: Meine Frau Susanne – Das Horoskop
- 1965: Kubinke
- 1965: Mrs. Cheney's Ende (Fernsehfilm)
- 1967: Crumbles letzte Chance (Fernsehfilm)
- 1978: Ein Mann will nach oben (Fernsehserie)
- 1985: Alte Gauner – Alte Meister
- 1988: Ödipussi
- 1990: Ein Heim für Tiere (Folge: „Tiere spüren sowas“ als Frau Leiser)
- 1991: Die Wicherts von nebenan (6 Folgen)
- 1992: Gute Zeiten, schlechte Zeiten (Folge 1x23)
- 1999: Götterdämmerung – Morgen stirbt Berlin (Fernsehfilm)

## Synchronrollen (Auswahl)
Quelle: Deutsche Synchronkartei
| Schauspielerin       | Film / Serie                                                 | Rolle                    |
| -------------------- | ------------------------------------------------------------ | ------------------------ |
| Angela Paton         | Auge um Auge                                                 | Moderatorin              |
| Anne Bellamy         | Emergency Room – Die Notaufnahme (Fernsehserie)              | Dottie Armstrong         |
| Anne Haney           | Auf die stürmische Art                                       | Emma                     |
| Anne Haney           | Hallo, Mr. President                                         | Mrs. Chapil              |
| Barbara Shelley      | Blut für Dracula                                             | Helen                    |
| Barbara Shelley      | Schatten einer Katze                                         | Beth Venable             |
| Betta St. John       | Tarzan, der Gewaltige                                        | Fay Armes                |
| Carolyn Jones        | Der letzte Zug von Gun Hill                                  | Linda                    |
| Cecilia Cerocchi     | Schiff der Träume                                            | Madame Leposi            |
| Celeste Holm         | Die zarte Falle                                              | Sylvia Crewes            |
| Claire Bloom         | Gefährdete Liebe                                             | Lady Emily Darlington    |
| Cloris Leachman      | Herbie dreht durch                                           | Tante Louise             |
| Dame Gladys Cooper   | Jede Frau braucht einen Engel (ZDF–Synchronisation von 1974) | Mrs. Hamilton            |
| Elizabeth Bradley    | Van der Valk (Fernsehserie)                                  | Hannah Meyer             |
| Elizabeth Hoffman    | Dante’s Peak                                                 | Ruth                     |
| Elsa Martinelli      | Das 10. Opfer                                                | Olga                     |
| Elsa Martinelli      | Hatari!                                                      | Anna Maria D’Allessandro |
| Elsa Martinelli      | Manuela                                                      | Manuela                  |
| Elsa Martinelli      | Siebenmal lockt das Weib (1. Synchronisation)                | schöne Frau              |
| Elsa Martinelli      | Über die Liebe                                               | Mathilde                 |
| Fritzi Jane Courtney | Der Weiße Hai (1. Synchronisation für das Kino)              | Mrs. Taft                |
| Georgine Anderson    | Das Haus am Eaton Place (Fernsehserie)                       | Mrs. McKay               |
| Grace Kelly          | Grünes Feuer                                                 | Catherine Knowland       |
| Grace Kelly          | Mogambo                                                      | Linda Nordley            |
| Gwen Verdon          | Cocoon                                                       | Bess McCarthy            |
| Gwen Verdon          | Cocoon 2 – Die Rückkehr                                      | Bess McCarthy            |
| Gwen Verdon          | Nadine – Eine kugelsichere Liebe                             | Vera                     |
| Helen Hanft          | Wer ist Mr. Cutty?                                           | Mrs. Cupchick            |
| Hélène Duc           | Tanguy – Der Nesthocker                                      | Odile, die Großmutter    |
| Herta Ware           | Spur der Angst (Synchronisation von 1989)                    | Mrs. Hartounian          |
| Jacqueline Brookes   | Spieler ohne Skrupel                                         | Naomi                    |
| Kate Reid            | Empfindliches Gleichgewicht (Synchronisation von 1982)       | Claire                   |
| Kathleen Nolan       | Das Tal der Puppen                                           | Dr. Galens               |
| Kay Kendall          | Noch einmal mit Gefühl                                       | Dolly Fabian             |
| Kay Kendall          | Was weiß Mama von Liebe?                                     | Jolly Broadbent          |
| Lillian Adams        | Reichtum ist keine Schande                                   | Tillie, Irvings Frau     |
| Lucille Ball         | Mein Engel und ich                                           | Susan Vega               |
| Margaret Leighton    | Black Sun – Der Todesplanet greift an                        | Arra                     |
| Margaret Leighton    | Die Irre von Chaillot                                        | Constance                |
| Marion Zinser        | Der verbotene Schlüssel                                      | Bayou–Frau               |
| Martha Scott         | Love Boat (Fernsehserie)                                     | Janet Latham             |
| Maxine Audley        | Frankenstein muss sterben                                    | Ella Brandt              |
| Micheline Bourday    | Louis und seine verrückten Politessen                        | Cécilia Gerber           |
| Monique Couturier    | Weh mir                                                      | Dienerin                 |
| Nan Martin           | Als Baby missbraucht!                                        | Barbara Tyler            |
| Nancy Marchand       | Die Damen aus Boston                                         | Mrs. Burrage             |
| Nancy Marchand       | In Sachen Henry                                              | Schuldirektorin          |
| Polly Bergen         | Cry–Baby                                                     | Mrs. Vernon–Williams     |
| Polly Bergen         | Eine zu viel im Bett                                         | Bianca Steele Arden      |
| Rae Allen            | Wo is' Papa?                                                 | Gladys Hocheiser         |
| Shannon Bolin        | Wenn ich dich wiedersehe (Synchronisation von 1982)          | Haushälterin             |